# La Vie de croisière de Zack et Cody
La Vie de palace de Zack et Cody
La Vie de croisière de Zack et Cody (The Suite Life on Deck) est une série télévisée américaine en 74 épisodes de 23 minutes créée par Danny Kallis et Jim Geoghan, produite par Walt Disney Television et diffusée entre le 26 septembre 2008 et le 6 mai 2011 sur Disney Channel USA. C'est un spin-off/suite de la série télévisée La Vie de palace de Zack et Cody. Un long métrage, Zack et Cody, le film, vient compléter la série.
En France, cette série est diffusée entre le 10 décembre 2008 et le 21 septembre 2011 sur Disney Channel France et au Québec, depuis le 27 août 2009 sur VRAK.TV.
La série est disponible sur Disney +, depuis le lancement de la plateforme.

## Synopsis
La Vie de croisière de Zack et Cody est la suite de La Vie de palace de Zack et Cody. On y retrouve les jumeaux Zack et Cody qui passent de 15 à 18 ans à la fin, London Tipton, Bailey Pickett, Woody Fink, Marcus Little « petit little » (dans la saison 2), Maya Benett (saison 3) et Mr Moseby. Ils sont tous à bord d'un bateau de croisière école (Seven Seas), hôtel appelé The SS Tipton.

## Fiche technique
- Direction Artistique : Magali Barney
- Adaptations : Annie Yonnet et Michel Berdah
- Studio d'enregistrement : Dubbing Brothers

## Distribution

### Acteurs principaux
- Cole Sprouse (VF : Gwenaël Sommier) : Cody Martin
- Dylan Sprouse (VF : Gwenaël Sommier) : Zack Martin
- Brenda Song (VF : Nathalie Bienaimé) : London Tipton
- Debby Ryan (VF : Manon Azem) : Bailey Pickett
- Phill Lewis (VF : Laurent Morteau) : Marion Moseby
- Doc Shaw (VF : Janieck Blanc) : Marcus Little (saisons 2 et 3)

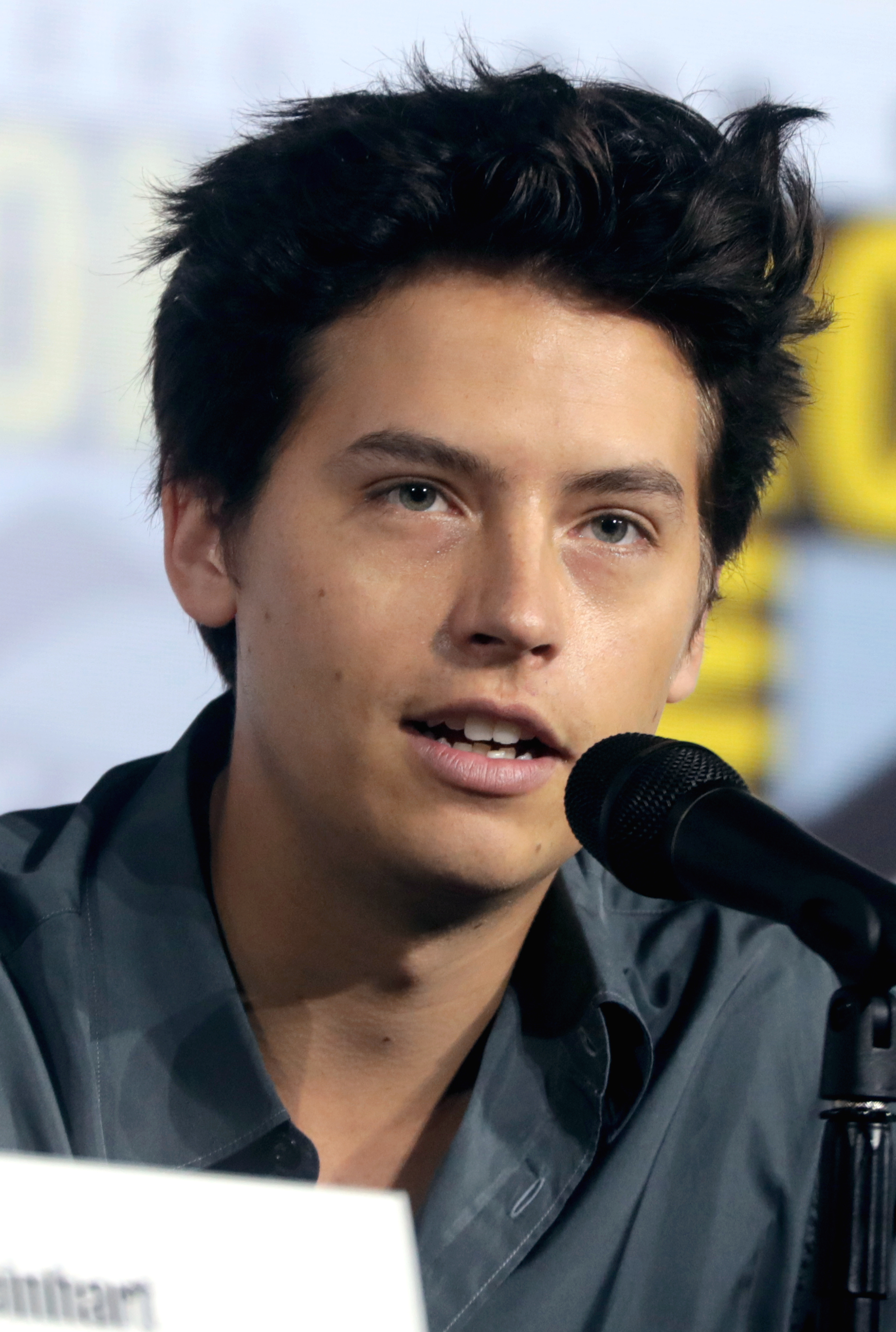
Cole Sprouse (Cody Martin)
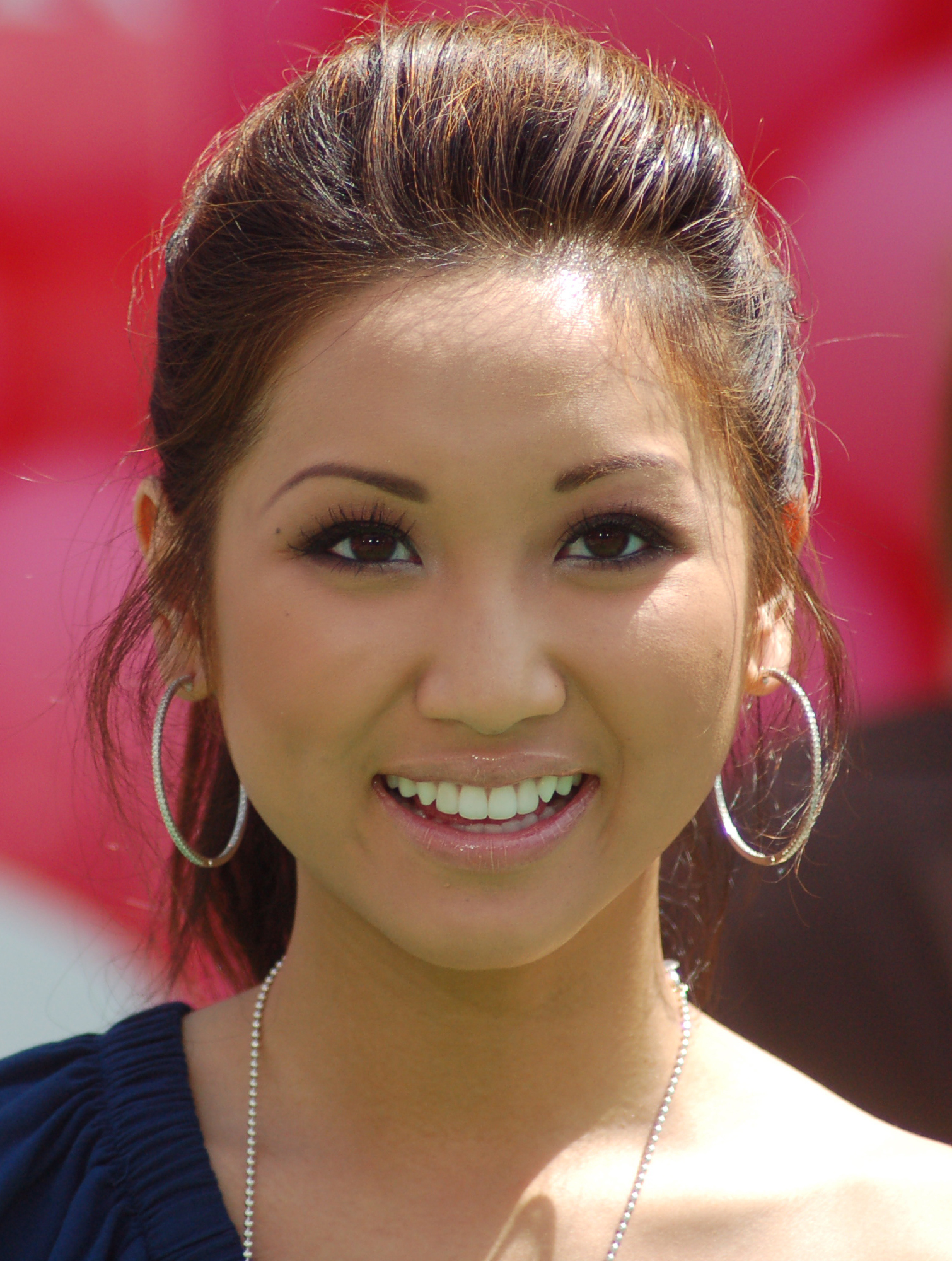
Brenda Song (London Tipton)
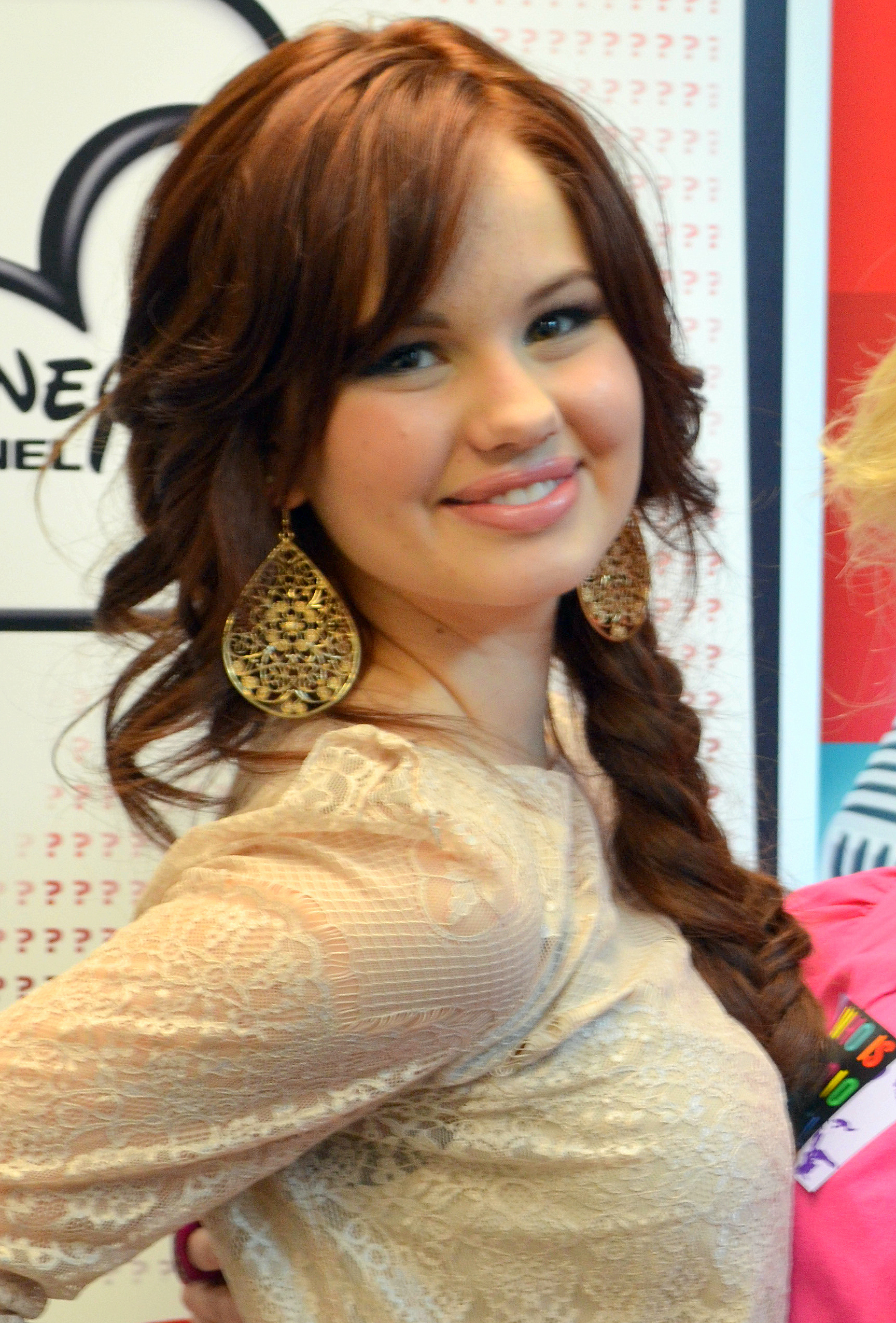
Debby Ryan (Bailey Pickett)
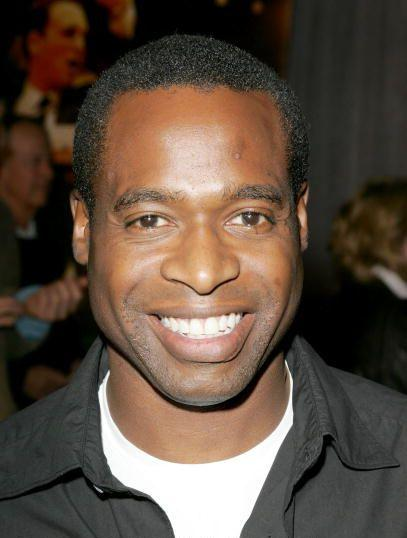
Phill Lewis (Marion Moseby)

### Acteurs récurrents
- Matthew Timmons (VF : Arthur Pestel) : Woody Fink
- Erin Cardillo (VF : Marie Giraudon) : Emma Tutweiller
- Windell D. Middlebrooks (VF : Thierry Murzeau) : Kirby Morris
- Rachael Kathryn Bell (VF : Sidonie Laurens) : Addison
- Zoey Deutch (VF : Sophie Froissard) : Maya Benett (saison 3)

### Invités
- Lillian Adams : Mme Pepperman (plusieurs épisodes)
- Chad Duell : Holden (plusieurs épisodes)
- Jennifer Tisdale (VF : Nathalie Kanoui) : Connie (plusieurs épisodes)
- Hutch Dano (VF : Tony Marot) : Moose (plusieurs épisodes)
- Ginette Rhodes (VF : Béatrice Michel) : Mme Pickette (saison 1, épisode 1 et saison 3, épisodes 18 et 19)
- Tiya Sircar (VF : Joséphine Ropion) : Padman (saison 1, épisodes 1 et 12)
- Stuart Pankin : Simms (saison 1, épisode 2)
- Kara Crane (VF : Jessica Barrier) : Piper (saison 1, épisode 3)
- Steve Monroe : Haggis (saison 1, épisode 6)
- Brian Stepanek : Arwin / Milos (saison 1, épisode 7 et saison 3, épisode 7)
- Brittany Curran : Chelsea Brimmer (saison 1, épisode 9)
- Kim Rhodes (VF : Isabelle Ganz) : Carey Martin (saison 1, épisodes 1 et 16 et saison 3, épisodes 11 et 22)
- Robert Torti (VF : Patrick Béthune) : Kurt Martin (saison 1, épisode 16 et saison 3, épisode 22)
- Ashley Tisdale (VF : Céline Ronté) : Maddie Fitzpatrick (saison 1, épisode 13)
- Gilland Jones : Olivia (saison 1, épisode 15)
- Miley Cyrus (VF : Camille Donda) : Miley Stewart / Hannah Montana (saison 1, épisode 21)
- Emily Osment (VF : Lucile Boulanger) : Lilly Truscott / Lola Luftnagle (saison 1, épisode 21)
- Billy Ray Cyrus : Robby Ray Stewart (saison 1, épisode 21)
- Selena Gomez (VF : Karine Foviau) : Alex Russo (saison 1, épisode 21)
- David Henrie (VF : Donald Reignoux) : Justin Russo (saison 1, épisode 21)
- Jake T. Austin (VF : Alexandre Nguyen) : Max Russo (saison 1, épisode 21)
- Adrian R'Mante (VF : Stéphane Marais) : Esteban Ramirez (saison 2, épisode 15)
- Rebecca et Camilla Rosso (VF : Camille Donda) : Jessica et Janice Elis (saison 2, épisode 23)
- Jordin Sparks : elle-même (saison 2, épisode 11)
- Sean Kingston : lui-même (saison 3, épisode 8)
- Kurt Warner : lui-même (saison 2, épisode 17)
- Dwight Howard : le petit frère de Moseby, Dwight Howard (saison 3)

- Version française
  - Société de doublage : Dubbing Brothers
  - Direction artistique : Magali Barney

## Zack et Cody, le film
Le tournage du film a débuté le 27 septembre 2010 à Vancouver s'est poursuivi jusqu'au 1er novembre. Le long métrage est considéré comme un Disney Channel Original Movie.
Le réalisateur est Sean McNamara et les acteurs principaux sont évidemment Cole et Dylan Sprouse ainsi que Brenda Song, Debby Ryan et Phill Lewis.
L'intrigue a été révélée par Disney : Cody et Zack Martin ont l'occasion de participer au prestigieux « Projet Gemini » mené par un centre high-tech qui étudie les dynamiques entre jumeaux. Ils découvriront bientôt qu'ils sont eux-mêmes connectés comme ils ne l'ont jamais été. Lorsqu'un des deux a une sensation, une pensée ou un pressentiment, l'autre le ressent aussi. Mais ce nouveau pouvoir les mettra en danger plus qu'ils ne le pensent...
Zack et Cody vont vivre une aventure incroyable, pleine de jumeaux, de dauphins et de disputes ! Est-ce-que Zack réussira à convaincre Cody de lui laisser sa voiture ? Cody décrochera-t-il son stage pour la bourse de Yale ? 
Le film a été diffusé le 21 septembre 2011 sur Disney Channel France et le 4 novembre 2011 au Québec, sur VRAK.TV.